# 巴斯福德聯足球會
巴斯福德聯足球會（英語：Basford United Football Club）是一支位於英格蘭斯泰利布里奇的半職業足球會，現於英格蘭北部超級聯賽超聯組角逐。

## 外部連結
- Official website （页面存档备份，存于）